# Martian Moons eXploration
Исследование марсианских лун (MMX) — роботизированный космический зонд, запуск которого запланирован на 2026 год, чтобы доставить первые образцы с крупнейшего спутника Марса Фобоса. Разработанный Японским агентством аэрокосмических исследований (JAXA) и анонсированный 9 июня 2015 года, MMX приземлится и соберёт образцы с Фобоса один или два раза, наряду с проведением наблюдений за облётом Деймоса и мониторингом климата Марса.

## Миссия
Космический аппарат выйдет на орбиту вокруг Марса, затем перейдёт на Фобос, приземлится один или два раза и соберёт частицы реголита, похожие на песок, с помощью простой пневматической системы. Миссия спускаемого аппарата направлена на извлечение минимум 10 г (0,35 унции) образцов. Затем космический аппарат взлетит с Фобоса и совершит несколько облётов меньшей луны Деймос, прежде чем отправить возвращаемый модуль обратно на Землю, который прибудет в 2031 году.
Архитектура миссии использует три модуля: двигательный модуль (1800 кг), исследовательский модуль (150 кг) и возвращаемый модуль (1050 кг). Поскольку масса Деймоса и Фобоса слишком мала, чтобы захватить спутник, невозможно вращаться вокруг марсианских лун в обычном смысле этого слова. Однако орбиты особого рода, называемые Квазиспутниковыми орбитами (GSO), могут быть достаточно стабильными, чтобы обеспечить многомесячную эксплуатацию вблизи Луны.
Руководителем миссии является Ясухиро Кавакацу.

### Цели
Главной целью Martian Moons eXploration является сбор грунта с луны Марса, Фобоса, для дальнейшей его отправки на Землю и подробного изучения. Грунт Фобоса поможет учёным понять как зарождалась Солнечная система и то, как она эволюционировала, что поможет понять как зародилась жизнь, а это одна из ключевых целей науки сегодня. Также грунт поможет понять как транспортировалась вода в Солнечной системе, считается что вода не могла сохраниться в момент зарождения Солнечной системы из-за близкого нахождения к Солнцу. Вторая, но не маловажная цель состоит в том, чтобы доставить на Фобос немецко-французский ровер, для изучения его поверхности и химического состава на протяжении 3 месяцев. Совместно с этим MMX будет активно изучать Марс и его спутники, с помощью научных приборов со всей Земли.

#### Научные цели
- Прояснение происхождения марсианских лун и процесса формирования планет в Солнечной системе.
- Разъяснение процесса эволюции марсианской сферы (Марс, Фобос, Деймос).

#### Инженерные цели
- Создать технологию, необходимую для обратного перелета между Землей и Марсом.
- Внедрить передовые методы отбора проб на небесных телах.
- Установить оптимальные технологии связи с использованием недавно разработанной наземной станции.

### Планируемый ход работы
Ожидается, что в 2026 году MMX взлетит с помощью ракеты-носителя H3 со стартовой площадки Танегасима в Японии. Примерно через год полёта MMX достигнет Марса и выйдет на его орбиту. Затем восемь научных приборов исследовательского модуля приступят к изучению поверхности и характеристике поверхностей Фобоса и Деймоса. Посадка марсохода на Фобос запланирована на начало 2029 года. Это включает в себя спуск марсохода с высоты от 40 до 100 метров над поверхностью, самостоятельное наведение после приземления, и, как ожидается, несколько небольших прыжков, а затем приведение его в рабочее состояние. Затем начнётся примерно трёхмесячный период измерений, в течение которого марсоход будет приближаться к различным целям, представляющим интерес для научного анализа.
По завершении миссии материнским зондом, с учётом результатов, полученных марсоходом, будут собраны образцы почвы, которые будут доставлены на Землю с помощью возвращаемого модуля. Именно туда они должны прибыть в 2031 году для дальнейшего анализа в земных лабораториях.

## Международное сотрудничество
НАСА, ЕКА и CNES также участвуют в проекте и предоставят научные инструменты. США предоставят нейтронный и гамма-спектрометр MEGANE (аббревиатура от Mars-moon Exploration с гамма-лучами и нейтронами, что также означает «очки» по-японски), а Франция (CNES) — спектрометр ближнего ИК-диапазона (NIRS4/ MacrOmega). Франция также предоставляет экспертные знания в области динамики полёта для планирования орбитальных и посадочных манёвров миссии.
Продолжается разработка и тестирование ключевых компонентов, включая пробоотборник. По состоянию на 2024 год запуск MMX запланирован на сентябрь 2026 года, и он вернётся на Землю через пять лет.

### Научное оборудование

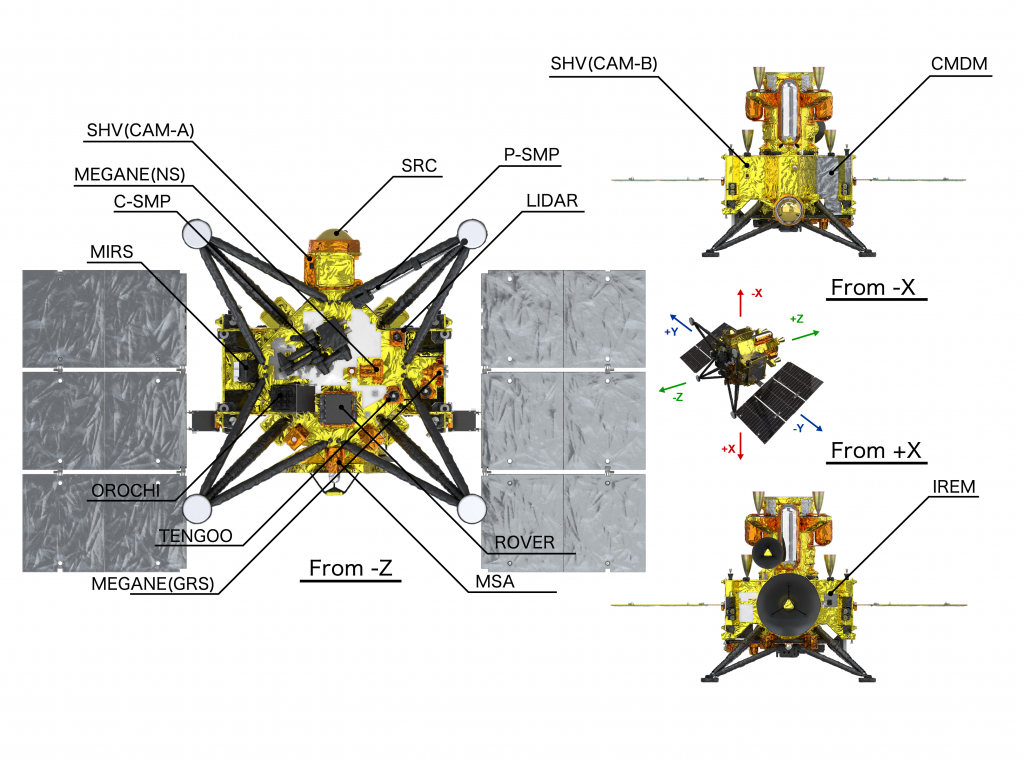
Рисунок: Схема космического корабля MMX, показывающая конфигурацию инструментов. P-SMP можно увидеть в ракурсе «From -Z».

Научная нагрузка состоит из японских и международных материалов:
- TENGOO — телескопический надирный тепловизор для геоморфологии, узкопольная камера для детального изучения местности.
- OROCHI — оптический радиометр, состоящий из хроматических тепловизоров, широкоугольной камеры видимого света.
- ЛИДАР — устройство обнаружения света и определения дальности, использует лазер для отражения света от поверхности Луны, для изучения высоты поверхности и альбедо.
- MIRS — инфракрасный спектрометр MMX, прибор наблюдения в ближнем инфракрасном диапазоне для характеристики минералов, составляющих спутники Марса. Разработано в партнерстве с CNES, Франция.
- MEGANE — (в переводе с японского MEGANE означает «очки») Исследование Марса и Луны с помощью гамма-лучей и нейтронов, спектрометра гамма-лучей и нейтронов, разработанного в партнёрстве с НАСА
- CMDM — Около-марсианский пылевой монитор, устройство для подсчёта пыли для характеристики окружающей среды вокруг марсианских лун
- MSA — масс-спектроанализатор, прибор для изучения ионной среды вокруг Марса

JAXA будет сотрудничать с Японской радиовещательной корпорацией (NHK) в разработке «Камеры Super Hi-Vision», которая сочетает в себе камеры 4K и 8K, благодаря чему впервые изображение Марса будет получено в разрешении 8K. Изображения будут регулярно передаваться на Землю вместе с полётными данными, чтобы воссоздать исследование MMX вокруг Марса и его спутников. Исходные данные изображения будут сохранены в записывающем устройстве в возвращаемой капсуле MMX и доставлены на Землю в рамках миссии по возврату образцов.
Кроме того, в качестве дополнительных инструментов были предложены гравитационный градиентометр (GGM), спектроскоп лазерно-индуцированного пробоя (LIBS), модуль выживания миссии (MSM).
После исследования, проведённого французским космическим агентством НЦКИ, было решено, что космический корабль доставит небольшой ровер, предоставленный CNES и Немецкий центр авиации и космонавтики (DLR). Марсоход будет оснащён камерами, радиометр и рамановским спектрометром для исследования поверхности марсианской Луны на месте.

## Марсоход
Перед тем как посадочный модуль MMX приземлится на Фобос он просканирует территорию посадки и выделит интересные места. После проанализирует их состав и текстуру для дальнейшей навигации и изучений ровера.
Сам марсоход создали немецкое агентство DLR и французское CNES.

### Вклад немецкого агентства DLR
Восемь институтов DLR из пяти кампусов вносят свой вклад в создание марсохода.
- Институт робототехники вместе с Институтом мехатроники отвечают за общее руководство проектом. Также совместно с Институтом космических систем за системную инженерию.
- Институт робототехники и мехатроники создали пакет программ для автономного движения ровера на Фобосе.
- Вместе Институты Робототехники, роботроники, системной динамики и управления отвечали за систему наведения и передвижения (локомоторную систему) 25-килограммового марсохода.
- Институт программных технологий помогал в разработке программного обеспечения для передвижения и навигации ровера.
- Институт систем лёгких конструкций сделал лёгкую и прочную углеродную обшивку.
- Институт системной динамики и управления провёл обширное моделирование природы грунта Фобоса и безопасного передвижения марсохода.
- Институт планетарных исследований DLR предоставил радиометр miniRAD.
- Институт оптических сенсорных систем DLR — рамановский спектрометр RAX.

### Вклад французского агентства CNES
- CNES вносит значительный вклад с помощью систем камер в пространственную ориентацию и разведку на поверхности, а также в изучение механических свойств грунта[7].
- CNES разрабатывает центральный сервисный модуль марсохода, включая бортовой компьютер, а также систему питания и связи[7].
- Окончательная интеграция и тестирование проходят CNES в Тулузе[7].

### Общая работа
Пользовательский центр космических экспериментов DLR (MUSC) в Кёльне, Германия, совместно с Университетом Лазурного берега (Франция) руководит марсоходом и отвечает за управление полезной нагрузкой. После запуска миссии MMX марсоход будет эксплуатироваться центр управления CNES в Тулузе, Франция, и DLR MUSC в Кёльне, Германия.